# موریس (رمان)
موریس (به انگلیسی: Maurice) رمانی از ادوارد مورگان فورستر با موضوع عشق همجنس‌گرایانه در انگلستان اوایل قرن بیستم است. این رمان داستان زندگی موریس هال را از روزهای مدرسه تا دانشگاه و پس از آن روایت می‌کند. این کتاب در ۱۹۱۳ تا ۱۹۱۴ نوشته، و در ۱۹۳۲ و ۱۹۵۹–۱۹۶۰ بازنگری شد. اگرچه به برخی از دوستان نزدیک مانند کریستوفر ایشروود نشان داده شده بود، اما تنها در سال ۱۹۷۱ و پس از مرگ فروستر منتشر شد.
رابطه دوست صمیمی فورستر، ادوارد کارپنتر شاعر و شریک زندگیش منبع الهام این کتاب است. در سال ۱۹۱۲، زمانی که فورستر به خانه دربی‌شر خود رفته بود تصمیم گرفت که ماجرای شخصیت‌های داستان خود، موریس و الک اسکادر را براساس رابطه آن‌ها بنویسد.
فورستر این کتاب را به دلیل جهت‌گیری‌های جامعه و وضع قانون آن زمان انگلستان در مقابل همجنس‌گرایی، منتشر نکرد. وی علاقه‌مند بود که داستان پایان خوشی داشته باشد. اما می‌دانست که این مسئله بعدها می‌تواند بحث‌برانگیز گردد.

## خلاصه داستان
داستان با گفتگوی موریس چهارده ساله با معلمش در مورد روابط جنسی و زن‌ها آغاز می‌گردد. موریس احساس می‌کند که ازدواج با جنس مخالف از هدف‌های زندگیست و او در آن جایی ندارد. این احساس در طول رمان ادامه می‌یابد.
موریس وارد دانشگاه می‌شود و خیلی زود با دانشجوی دیگری به نام کلایو دورهام دوست می‌شود. کلایو او را با نوشته‌های یونان باستان در مورد عشق همجنسگرایانه آشنا می‌کند. آن‌ها به مدت دو سال رابطهٔ متعهدی با یکدیگر دارند که آن را از همه مخفی می‌کنند. اما مشخص می‌شود که کلایو قصد ازدواج با کس دیگری دارد. اگرچه نثر فورستر شکی باقی نمی‌گذارد که این ازدواج به احتمال زیاد شامل اتحاد شادی‌بخش‌تری خواهد شد.
موریس ناراحت و پریشان کاری را در شرکت معامله سهام پیدا می‌کند. او در اوقات فراغت خود به باشگاه خیریه بوکسی برای پسران طبقه کارگر که توسط مبلغان مسیحی اداره می‌شود کمک می‌کند. هرچند که تحت تأثیر کلایو دیگر اعتقادات مذهبیش را کنار گذاشته است.
او با قصد درمان خود با شخصی به نام آقای لاسکر جونز که در هیپنوتیزم کردن مهارت داشته قرار ملاقات می‌گذارد. لاسکر جونز موقعیت او را همجنس‌گرایی مادرزادی می‌نامد و می‌گوید که ۵۰ درصد امکان درمان وجود دارد. پس از جلیه اول مشخص می‌شود که این شیوه محکوم به شکست است.
موریس که خواسته‌ها و احساساتش برآورده نشده برای ماندن در خانهٔ دورهام‌ها دعوت می‌شود. وی در آنجا الک اسکادر که پسری دهاتی است را ملاقات می‌کند (در قسمت زیادی از کتاب اسکادر نامیده می‌شود تا بر اختلاف طبقاتی او با موریس تأکید شود). او شبی با استفاده از نردبان به اتاق خواب موریس می‌رود و با او همبستر می‌شود.
موریس از آنچه در آن شب گذشت وحشت داشت و کار به پرداخت حق‌السکوت هم کشید. موریس بار دیگر به دیدن لاسکر جونز می‌رود هرچند که می‌داند درمانی وجود نخواهد داشت. جونز به او پیشنهاد می‌کند که به کشوری که کد ناپلئون را پذیرفته است برود. کشورهایی مثل ایتالیا و فرانسه که با همجنس‌گرایی مخالفت نمی‌شود. موریس امیدوار است که روزی روابط همجنس‌گرایانه در انگلستان قانونی شود اما جونز می‌گوید که فکر نمی‌کند چنین اتفاقی بیفتد چرا که: «انگلستان همیشه نسبت به پذیرش طبیعت انسان بی‌میل بوده است.»
موریس و الک یکدیگر را در موزه بریتانیا ملاقات می‌کنند تا درباره حق‌السکوت گفتگو کنند. آن‌ها پی‌می‌برند که عاشق یکدیگر هستند. موریس در آنجا برای نخستین بار الک را به نام کوچک صدا می‌کند.
پس از اینکه شب دیگری را با هم می‌گذرانند مشخص می‌شود که الک قصد عزیمت به آرژانتین را دارد و باز نخواهد گشت. موریس از او درخواست می‌کند که بماند و به او نشان می‌دهد که حاضر است از موقعیت مادی و اجتماعی خود بخاطر او دست بکشد. اما الک نمی‌پذیرد. موریس نخست از دست الک خشمگین می‌شود. اما به او نامه‌ای می‌نویسد. الک به موریس تلگرافی می‌زند که یکدیگر را در قایقی ملاقات کنند و در آنجا به او می‌گوید که تصمیم گرفته با او بماند. آن‌ها با خوشحالی در مورد زندگی آینده‌شان گفتگو می‌کنند.

## اقتباس
تاکنون یکبار برای فیلم و یکبار برای تئاتر از این رمان اقتباس شده است.